# 三极管 (真空管)

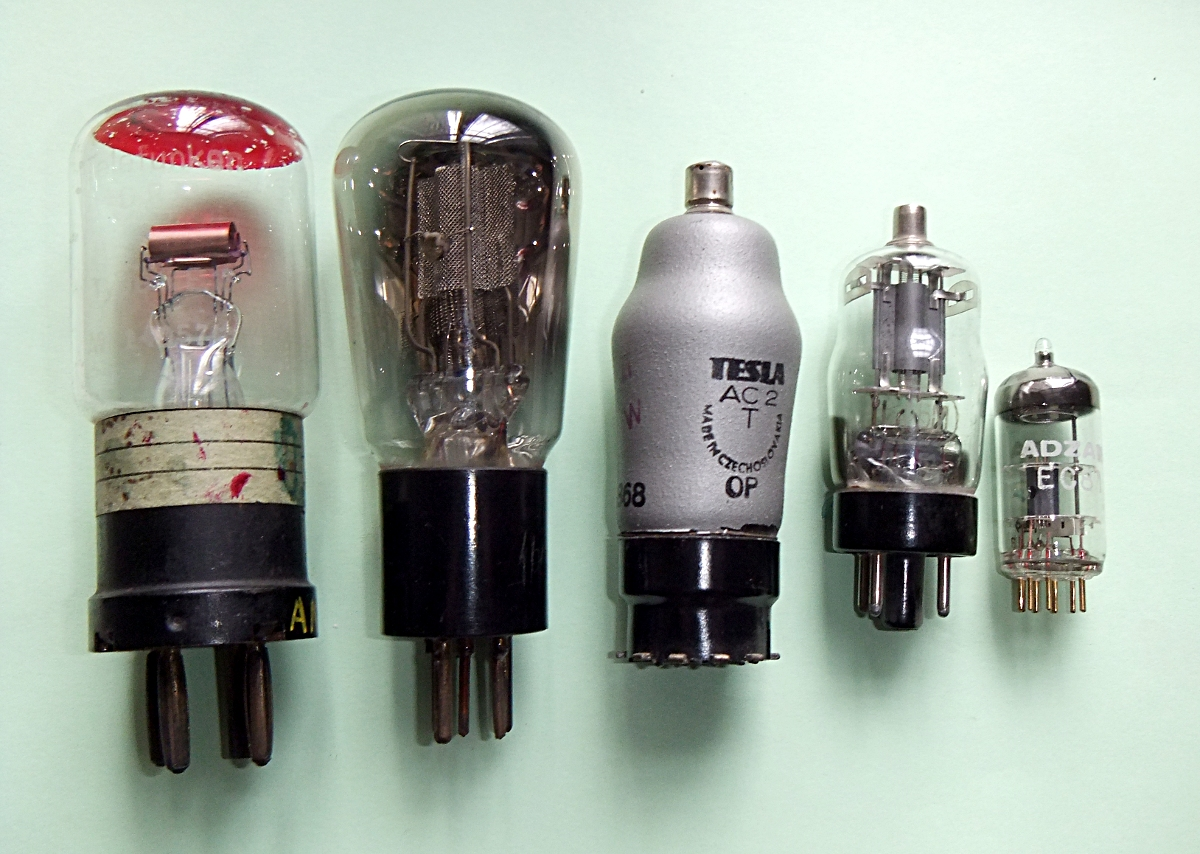
一些三極管的範例，最左側是1918年的低功率三極管，右側則是1960年代的小型化三極管

三極管（英語：Triode）是一个有放大器功能的真空管，在真空的玻璃外壳内有三个電極：包括一个加热的灯丝（或稱陰極）、控制栅格及金屬平板（陽極）。
三極管是由李·德富雷斯特在1906年發明的Audion發展而來，是在熱離子二極管（弗萊明閥）上加上柵電極形成的半真空管，是第一個電子放大器。也是其他类型真空管如四极管、五极管的祖先。它的发明开创了电子时代，後續才可以繼續發明无线电放大和长途电话。李·德富雷斯特因為發明三极管，被譽為是電子學之父。三极管曾被广泛应用于消费电子设备，如收音机和电视机。直到上世纪70年代被晶体管取代。目前，电子管主要用于无线电发射机和工业射频加热装置中的大功率RF功放。